# 索斯莫
索斯莫（葡萄牙語：Zózimo），全名索斯莫·艾維斯·卡拉贊斯（葡萄牙語：Zózimo Alves Calazães，1932年6月19日—1977年7月21日）是一名前巴西足球運動員，司職後衛及中場，他是協助巴西奪得1958年世界盃及1962年世界盃冠軍的成員之一。
索斯莫出生於巴伊亞州的首府薩爾瓦多，球員生涯大部分時間在班古體育會（Bangu Atlético Clube），由1951年至1965年效力長達十五年，1965年為球隊贏得一次里約熱內盧州冠軍。索斯莫兩度代表巴西參加1958年世界盃及1962年世界盃並奪得冠軍，雖然他在1958年世界盃沒有獲得上陣；但四年後他以正選球員身份上陣所有比賽。他還是巴西隊參加1952年夏季奧運會的一員。
在他45歲生日的四星期後，索斯莫在里約熱內盧的一場交通事故中喪生。

## 外部鏈接
- 索斯莫在 National-Football-Teams.com 上的出场纪录